# Gymnocanthus galeatus
Gymnocanthus galeatus är en fiskart som beskrevs av Bean, 1881. Gymnocanthus galeatus ingår i släktet Gymnocanthus och familjen simpor. Inga underarter finns listade i Catalogue of Life.